# Craterostigma nummulariifolium
Craterostigma nummulariifolium är en tvåhjärtbladig växtart som först beskrevs av David Don, och fick sitt nu gällande namn av Fischer, Schäferhoff och Müller. Craterostigma nummulariifolium ingår i släktet Craterostigma och familjen Linderniaceae. Inga underarter finns listade i Catalogue of Life.